# Astana Womens 3 2013
L'Astana Womens 3 2013 è stato un torneo di tennis facente parte della categoria ITF Women's Circuit nell'ambito dell'ITF Women's Circuit 2013. Il torneo si è giocato a Astana in Kazakistan dal 4 al 10 novembre 2013 su campi in cemento indoor e aveva un montepremi di $25,000.

## Vincitrici

### Singolare
Nadežda Kičenok ha battuto in finale  Ilona Kramen' con il punteggio di 6–3, 6–1

### Doppio
Ljudmyla Kičenok /  Nadežda Kičenok hanno battuto in finale  Alexandra Artamonova /  Eugeniya Pashkova con il punteggio di 6–1, 6–1